# The Lovin’ Spoonful
The Lovin' Spoonful — американская рок-группа, которая образовалась на рубеже 1965 года из остатков фолк-коллектива The Mugwumps после того, как часть его участников создала The Mamas & the Papas. Участники: Джон Себастиан (вокалист и лидер), Залман («Зол») Яновский, Джозеф Кэмпбелл Батлер и Стив Бун. В 2000 году их имена были занесены в Зал славы рок-н-ролла.

## История
Джон Себастиан к 19 годам уже был известным в богемных кругах Нью-Йорка музыкантом, работавшим в стиле «фолк»: играл на гитаре, губной гармонике (по примеру отца музыканта). В феврале 1964 года Себастиан познакомился с музыкантом из Канады Залманом Яновским. Произошло это так: певица Кэсс Эллиот привела в гости Себастиана, для совместного просмотра выступления «Битлз» по телевизору. «Шоу ещё не закончилось, а мы уже достали гитары» — вспоминает Джон Себастиан, — «Мы считаем Кэсс Эллиот основательницей Lovin Spoonful, просто потому, что она свела меня с Золом».
Первым коллективом, в котором участвовал дуэт Себастиан-Яновский, стал ансамбль The Mugwumps: в него также входили Кэсс Эллиот, её тогдашний муж Джим Хендрикс (однофамилец знаменитого гитариста) и вокалист Дэнни Доэрти, друг Джона, приехавший вместе с ним из Галифакса. Коллектив просуществовал год и записал всего один альбом, правда, очень неплохой. Кэсс Эллиот примкнула к образовавшемуся к тому времени дуэту Джона Филлипса и Мишель Гильям, что положило начало созданию группы The Mamas And The Papas. Дэнни Доэрти спустя некоторое время стал вокалистом этой же команды. Себастиан и Яновский, оставшись вдвоём, начали выступать в различных клубах Гринвич-Уиллидж, играя акустику на двух гитарах. Однако, такой формат не устраивал ни Джона, ни Зола — и тот и другой понимали, что серьёзного успеха можно достичь, только перейдя к электрическому звучанию. Администратором группы стал Эрик Якобсен, который нашёл басиста и ударника в составе одной из местных команд. На прослушивании ударник Джо Батлер сломал обе барабанных палочки и принялся играть голыми руками: «Все тарелки были в крови, нас это впечатлило». Название группы Lovin' Spoonful — «Полная ложка любви» было позаимствовано из старого блюза.
Группа просуществовала до 1968 года, и за это короткое время успела выпустить шесть альбомов и солидное число синглов, среди которых до сих пор не покидает радиоэфира шлягер «Summer in the City» (август 1966, 1-е место в США). Также они написали музыкальное сопровождение к первому фильму Вуди Аллена, «Что случилось, тигровая лилия?».